# Paederus littoralis
Paederus littoralis (fuetazo, nombre común dado a varias especies) es un coleóptero de la familia de los estafilínidos. Este insecto puede causar una quemadura química muy dolorosa al contacto con los seres humanos. Se distribuye en España, Francia e Italia.

## Características
Tiene una longitud de aproximadamente 1 cm y una anchura de unos 2 mm, con la forma de una termita. Por lo general habita en los arrozales, pastizales y bosques, aparece entre abril y octubre. Además, se siente atraído por la luz artificial, por lo que vuela a las casas iluminadas por las noches.
Es capaz de nadar en el agua. Para ello se sitúa sobre su superficie y queda flotando gracias a la tensión superficial del agua. Una vez allí, puede expulsar sus fluidos abdominales corrosivos y con ellos es capaz de romper la tensión superficial del agua. Al romperse dicha tensión, se forma un pequeño remolino en el lugar donde se ha liberado el líquido abdominal y el insecto se ve arrastrado hacia adelante. A esto se le llama natación por relajación de la tensión superficial. 

## Contacto con los seres humanos
Este insecto es muy pequeño, por lo que es difícil tomar precauciones. La piel sufre una inflamación al contacto con una sustancia que expelen llamada pederina, por el resultado de aplastar el insecto o tocar un insecto muerto que ha sido aplastado, causando ampollas, ardor y dolor intenso. Pero una vez que la piel está expuesta a la pederina, se debe acudir inmediatamente al médico y evitar la aplicación de cualquier medicina por cuenta propia, ya que a veces causa infecciones o deja cicatrices en la piel en lugar curar la herida.

### Precauciones
Es importante que las personas eviten dejar innecesariamente las luces encendidas en las noches al dormir, además, deben mantener las ventanas cerrada para que los insectos permanezacan fuera de los hogares. También hay que abstenerse de aplastarlas, y lavar la ropa a fondo y por separado.